# Wiśniowo Ełckie
Wiśniowo Ełckie (niem. Wischniewen) – wieś mazurska na terenach pojaćwieskich w Polsce położona w województwie warmińsko-mazurskim, w powiecie ełckim, w gminie Prostki.
Obszar wsi obejmuje 3 sołectwa: Wiśniowo Ełckie I, Wiśniewo Ełckie II Pacanowo i Wytwórnia Chemiczna.
W latach 1973–1976 miejscowość była siedzibą gminy Wiśniowo Ełckie. W latach 1975–1998 miejscowość administracyjnie należała do województwa suwalskiego.
Podczas akcji germanizacyjnej nazw miejscowych i fizjograficznych historyczna nazwa niemiecka Wischniewen została w lipcu 1938 r. zastąpiona przez administrację nazistowską sztuczną formą Kölmersdorf.
We wsi neogotycki kościół z 1901, dominantą bryły jest potężna wieża przypominająca sześcioboczną basztę nakrytą hełmem ostrosłupowym z dobudowaną niewielką nawą, pod dachem szeroki fryz.

## Urodzeni w Wiśniowie Ełckim
- Zdzisław Fadrowski - prezydent Ełku w latach 1994-2002